# Strip
Strip — второй сольный студийный альбом английского рок-музыканта Адама Анта, записанный летом 1983 года и выпущенный компанией Columbia Records в ноябре 1983 года. Strip поднялся до #20 в UK Albums Chart и до #65 в Billboard Hot 100.

## Об альбоме
Диск был записан в стокгольмских студиях, принадлежавших ABBA; Фил Коллинз спродюсировал два трека, «Puss In Boots» и «Strip», и записал для них партии ударных. Остальной материал альбома был записан Антом, Марком Пиррони и Ричардом Бёрджессом. Первым синглом из альбома вышел «Puss N' Boots» (#5 UK, 1983); за ним последовал заглавный трек (#41 UK, #42 US, 1984).
Ремастеринг альбома вышел в 2005 году. Песня «Strip» вошла в звуковую дорожку фильма «You Don’t Mess with the Zohan» (2008).

## Список композиций
1. «Strip» (совместно c Анни-Фрид Лингстад)
2. «Baby, Let Me Scream at You»
3. «Libertine»
4. «Spanish Games»
5. «Vanity»
6. «Puss’n Boots»
7. «Playboy»
8. «Montreal»
9. «Navel to Neck»
10. «Amazon»

### CD (бонусы)
1. «Strip» (демоверсия)
2. «Dirty Harry» (демо)
3. «Horse You Rode in On» (демо)
4. «She Wins Zulu» (демо)
5. «Puss’n Boots» (демо)
6. «Playboy» (репетиционная запись)
7. «Navel to Neck» (репетиционная запись)
8. «Strip» (Live)